# Assemblea delle Regioni d'Europa
L'Assemblea delle Regioni d'Europa (ARE) è la più grande rete indipendente di regioni nell'Europa allargata. Rappresenta più di 270 regioni appartenenti a 33 paesi e 16 organizzazioni interregionali, l'ARE è il portavoce politico dei suoi membri e un forum per la cooperazione interregionale.

## Storia dell'ARE
Il 15 giugno 1985, a Louvain-la Neuve (Brabante Vallone, Belgio), 47 regioni e 9 organizzazioni interregionali fondarono il Consiglio delle Regioni d'Europa (CRE), che sarebbe diventato l'Assemblea delle Regioni d'Europa nel novembre del 1987 durante la seconda riunione generale delle Regioni d'Europa che si tenne a Bruxelles.

## Definizione di "Regione"
Secondo lo statuto dell'ARE, il termine "regione" si riferisce all'autorità locale di livello immediatamente inferiore a quello del governo centrale, dotata di una sua propria rappresentanza politica esercitata da un'assemblea regionale eletta.

## Priorità dell'ARE per il periodo 2007-2012
- Promuovere la modernizzazione e l'internazionalizzazione della governance regionale
- Promuovere l'innovazione, la crescita e il lavoro nelle regioni europee
- Affrontare le sfide poste dai cambiamenti demografici, dalla migrazione, dalla sanità e dall'esclusione sociale
- Assicurare lo sviluppo sostenibile e lottare contro il degrado ambientale
- Sviluppare la democrazia attraverso la diversità e promuovere la diversità nella cultura, nei media e nell'educazione
- Creare un ambiente sicuro per i cittadini

## Organi di Governo

### L'Assemblea generale
L'Assemblea generale è costituita dai rappresentanti politici delle regioni membro dell'ARE. Essa stabilisce la strategia politica dell'ARE, approva il budget, decide sulla creazione di commissioni o di specifici incarichi, ratifica l'accettazione dei nuovi membri, ecc… Elegge il Presidente dell'ARE, i membri del Consiglio Esecutivo e il Segretario generale.

### Il Consiglio Esecutivo
Il Consiglio Esecutivo prende tutte le decisioni necessarie per il buon avanzamento dei lavori nel periodo che intercorre tra un'Assemblea generale e l'altra. Inoltre, esso coordina il lavoro delle diverse commissioni. Il Consiglio Esecutivo si riunisce almeno due volte all'anno. I suoi membri sono eletti dall'Assemblea generale su proposta delle Regioni membro e hanno un mandato di due anni. Il Consiglio Esecutivo include almeno un rappresentante regionale per ogni nazione che fa parte dell'ARE. Due commissioni permanenti rispondono direttamente a questo organismo:
- La commissione permanente per gli "Affari Istituzionali" che si dedica a sostenere i principi di sussidiarietà, buon governo e democrazia regionale;
- La commissione permanente per il "Monitoraggio e la Valutazione" che si concentra sulla messa in opera delle priorità definite  nel piano strategico e sulla sua valutazione.

### La Presidenza
La Presidenza è costituita dal Presidente dell'ARE (attualmente Michèle Sabban, vicepresidente della Regione Île-de-France), dai due Vicepresidenti, dal Vicepresidente Tesoriere e dai Presidenti delle Commissioni dell'ARE.

## Struttura delle Commissioni

### Commissione 1: Economia e sviluppo regionale
Economia regionale e sviluppo, lavoro e società della conoscenza, ambiente, energia, sviluppo rurale, agricoltura e infrastrutture, turismo

### Commissione 2: Politiche Sociali e  Sanità Pubblica
Politiche sociali, pari opportunità, demografia, sanità pubblica e piani di emergenza

### Commissione 3: Cultura, Educazione e Gioventù
Cultura, educazione e istruzione, gioventù, media e tecnologie dell'informazione, cooperazione internazionale e interregionale.

### Sottocommissioni
I Presidenti delle Commissioni e delle Commissioni permanenti sono responsabili per l'istituzione di eventuali sottocommissioni.

### Gruppi di lavoro
Sono organismi temporanei, istituiti ad hoc per le nuove problematiche  che emergono nel  contesto delle attività delle commissioni.

## Programmi ARE

### Eurodyssey
Eurodyssey è un programma regionale volto alla promozione dei tirocini e della mobilità dei giovani in Europa.

### Summer School
È un forum annuale dedicato a temi rilevanti nell'ambito dello sviluppo regionale.

### Youth Summer School
È un Forum annuale volto a stimolare i giovani e a sostenere il loro impegno nelle politiche regionali e nella vita pubblica.

## Network regionale dei giovani dell'ARE
Il Network regionale dei giovani dell'ARE è una piattaforma creata dall'Assemblea delle Regioni d'Europa, che raggruppa le organizzazioni, i consigli e i parlamenti giovanili regionali dell'Europa allargata. Si tratta di un forum che offre ai giovani la possibilità di influire direttamente sulle politiche regionali ed europee grazie allo scambio di esperienze e di migliori pratiche.

## Il movimento "Subsidiarity is a word" dell'ARE
Il principio di sussidiarietà è centrale nella visione dell'ARE di un'«Europa delle regioni», un'Europa che porta i processi di decisione più vicino ai cittadini attraverso l'amministrazione locale e regionale. Riconosciuto da secoli come un pilastro del pensiero sociale, teologico e politico, il principio di sussidiarietà è diventato sempre più un valore centrale nei processi decisionali europei. Oggi le costituzioni nazionali e gli accordi internazionali fanno riferimento a questo principio così come il trattato di Lisbona, che cita la parola "sussidiarietà" non meno di 30 volte.
Per l'ARE, il rispetto del principio inizia con il riconoscimento della parola, e il riconoscimento della parola inizia con il movimento "Subsidiarity is a word". Lanciato nel maggio del 2008, il movimento dell'ARE sta chiedendo a livello mondiale il riconoscimento della parola nei dizionari e nel correttore ortografico di Microsoft Word. Il movimento ha già ottenuto l'inserimento della parola in molti dizionari in tutta Europa, nonostante ciò un notevole ostacolo al riconoscimento della parola è dato dalla Microsoft Corporation, che continua a ignorare le richieste dell'ARE.
Un canale su YouTube e il gruppo Facebook mostrano le azioni del Portavoce del movimento, noto come Subsidiarity Man. Fino ad ora, il "supereroe" dell'ARE ha cercato di scalare un edificio a Bruxelles, è stato trattenuto in carcere senza conseguenze giuridiche; ha stabilito un nuovo record mondiale ottenendo il più alto numero di persone (alcune migliaia) che abbia mai inneggiato alla parola "sussidiarietà"; è stato ricoverato dopo aver partecipato alla competizione di tuffi dal Ponte Vecchio di Mostar.